# Apollo 1
Apollo 1 (initialement AS-204) devait être la quatrième mission du programme Apollo et la première emportant un équipage. Elle n'eut jamais lieu car un incendie se déclencha dans le module de commande du vaisseau lors d'une répétition au sol en conditions réelles le 27 janvier 1967, provoquant la mort de son équipage constitué des astronautes Virgil Grissom, Edward White et Roger Chaffee. 
Le vaisseau avait rencontré de nombreux problèmes de mise au point avant l'accident. Le déclenchement de l'incendie fut attribué par la commission d'enquête à un court-circuit provoqué par un fil électrique dénudé. L'enquête révéla l'utilisation de nombreux matériaux inflammables dans la cabine et beaucoup de négligences dans le câblage électrique et la réalisation du circuit de refroidissement. Le déclenchement et l'extension de l'incendie avaient été favorisés par l'atmosphère d'oxygène pur (dépourvu d'azote, solution technique qui était déjà celle employée à bord des vaisseaux Mercury et Gemini, principalement préconisée pour des raisons de poids et de pression nécessaire inférieurs) augmentant considérablement l'inflammabilité de toutes les substances combustibles. 
À la suite de cet accident, de nombreuses modifications furent apportées pour que la cabine du vaisseau offre une meilleure résistance au feu. L'écoutille fut modifiée pour pouvoir être ouverte en moins de 10 secondes. De l'azote fut ajouté à l'atmosphère de la cabine durant la première phase du vol. L'ensemble du programme Apollo subit une revue qui entraîna la modification de nombreux composants. Les exigences de qualité et les procédures de test furent renforcées. Tout le programme Apollo subit un décalage de 21 mois.

## Contexte

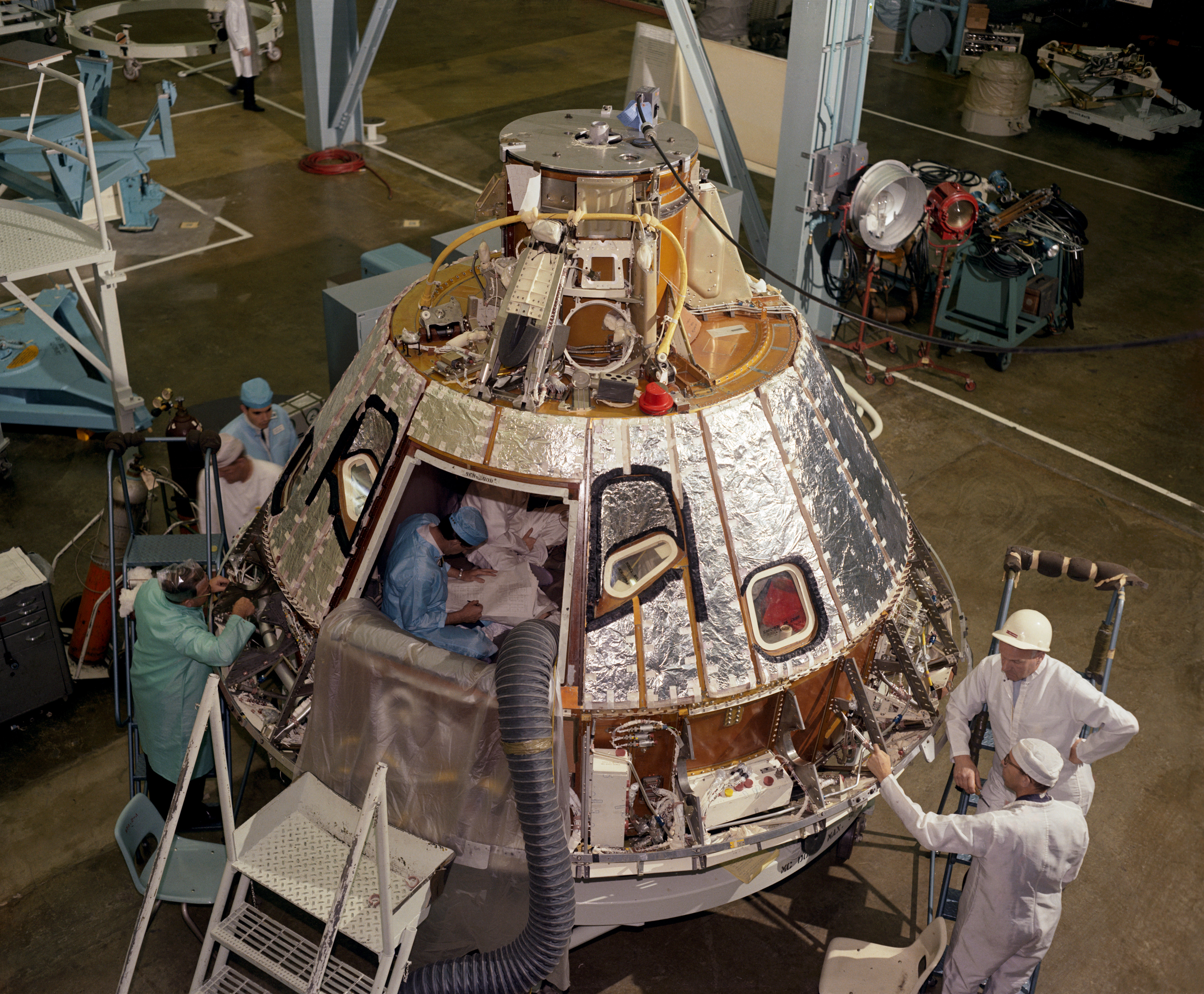
Construction du module de commande (n° de série 12) chez North American.

### Premier vol avec équipage du programmeApollo
La mission AS-204 devait constituer le quatrième vol du programme Apollo et le premier à emporter un équipage. Les trois vols qui avaient précédé avaient permis de tester l'étage S-IVB, 3e étage du futur lanceur Saturn V, ainsi que le vaisseau Apollo. Dans le cadre de cette quatrième mission, lancée comme les précédentes par une fusée Saturn IB, l'équipage devait tester le fonctionnement du vaisseau placé sur une orbite terrestre basse pour une durée de 14 jours si la mission se déroulait de manière nominale. Ce lancement devait également permettre de tester les opérations de lancements, de suivi depuis le sol et l'intégration du vaisseau avec le lanceur. La version du vaisseau utilisée n'était pas la version destinée à aller vers la Lune mais une version intermédiaire, dite Bloc I.

### Mise au point difficile du vaisseauApollo
Le vaisseau Apollo constitue le composant le plus complexe développé pour le programme Apollo. Son constructeur, la société North American Aviation, accumule les retards au point que la NASA décide de réaliser au cours de l'automne 1965 un audit sur place de l'organisation de la société et de ses activités. Le rapport résultant produit en décembre 1965 sera baptisé par la suite rapport Phillips du nom du directeur du programme Apollo également responsable de l'équipe chargée de l'audit. Le rapport révèle des problèmes au niveau des réservoirs d'oxydant du vaisseau ainsi que des difficultés techniques non résolues dans la fabrication du deuxième étage de la fusée Saturn V également confiée à North American. Plus généralement, le rapport conclut qu'il y a peu d'espoir que la société parvienne dans le futur à respecter ses échéances ainsi que ses engagements. À la suite d'une inspection réalisée en avril 1966, les auditeurs maintiennent leurs conclusions tout en indiquant que North American est sur la voie de l'amélioration. De nombreuses modifications sont apportées au vaisseau notamment à la demande des astronautes.

### Les équipages

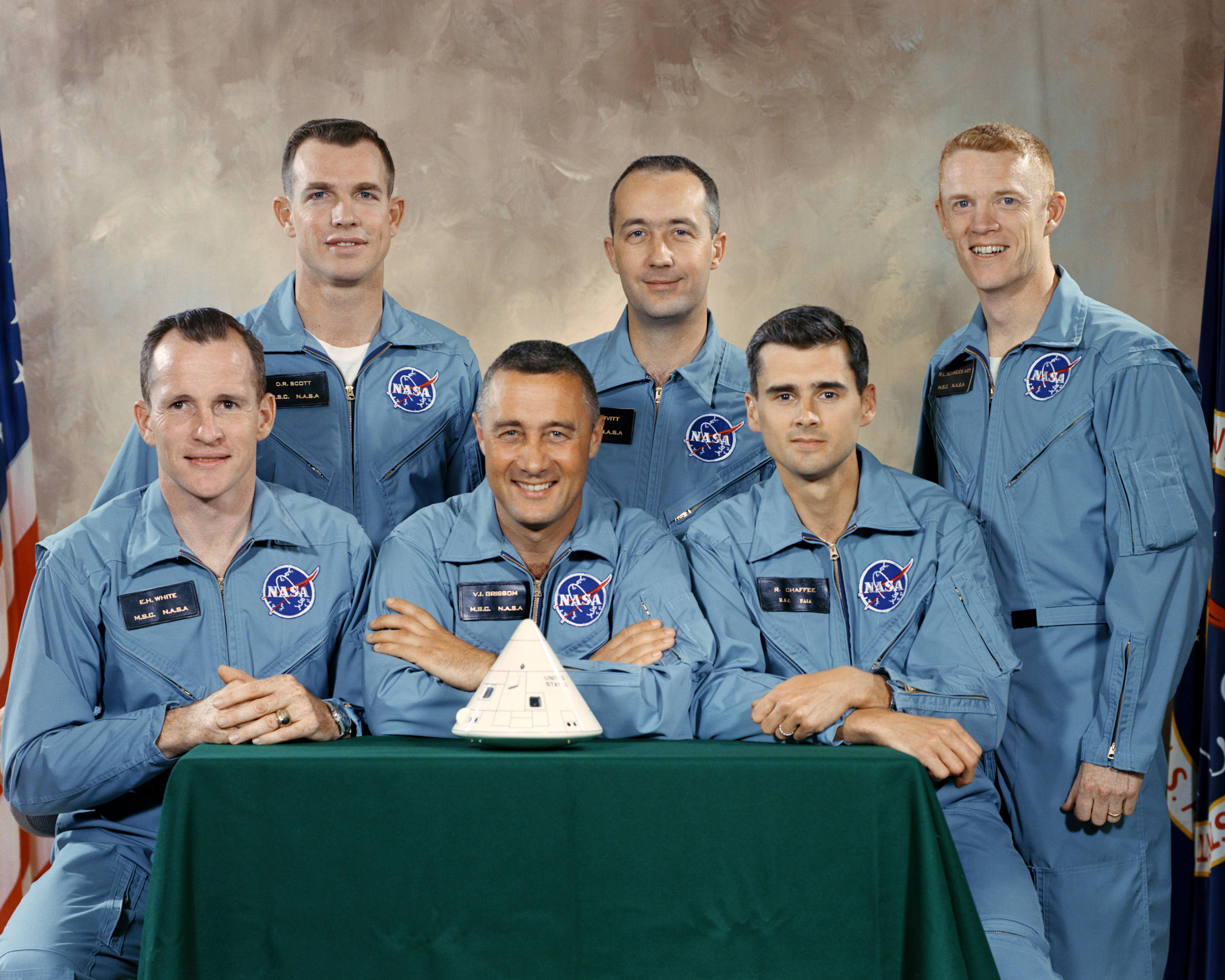
Les deux équipages en 1966 :
- Au premier plan : White, Grissom et Chaffee ;
- Au second plan : Scott, McDivitt et Schweickart.

L'équipage principal était composé de :
- Virgil Grissom, commandant ;
- Edward White, pilote en chef ;
- Roger Chaffee, pilote.

Deux équipages de remplacement ont été successivement désignés sur Apollo 1, d'avril à décembre 1966 :
- James McDivitt, commandant ;
- David Scott, pilote en chef, futur marcheur lunaire ;
- Rusty Schweickart, pilote ;
qui en 1969 devient l'équipage d'Apollo 9.

Et de décembre 1966 à janvier 1967 :
- Walter Schirra, commandant ;
- Donn Eisele, pilote en chef ;
- Walter Cunningham, pilote ;
qui en 1968 devient l'équipage d'Apollo 7.

## L'accident

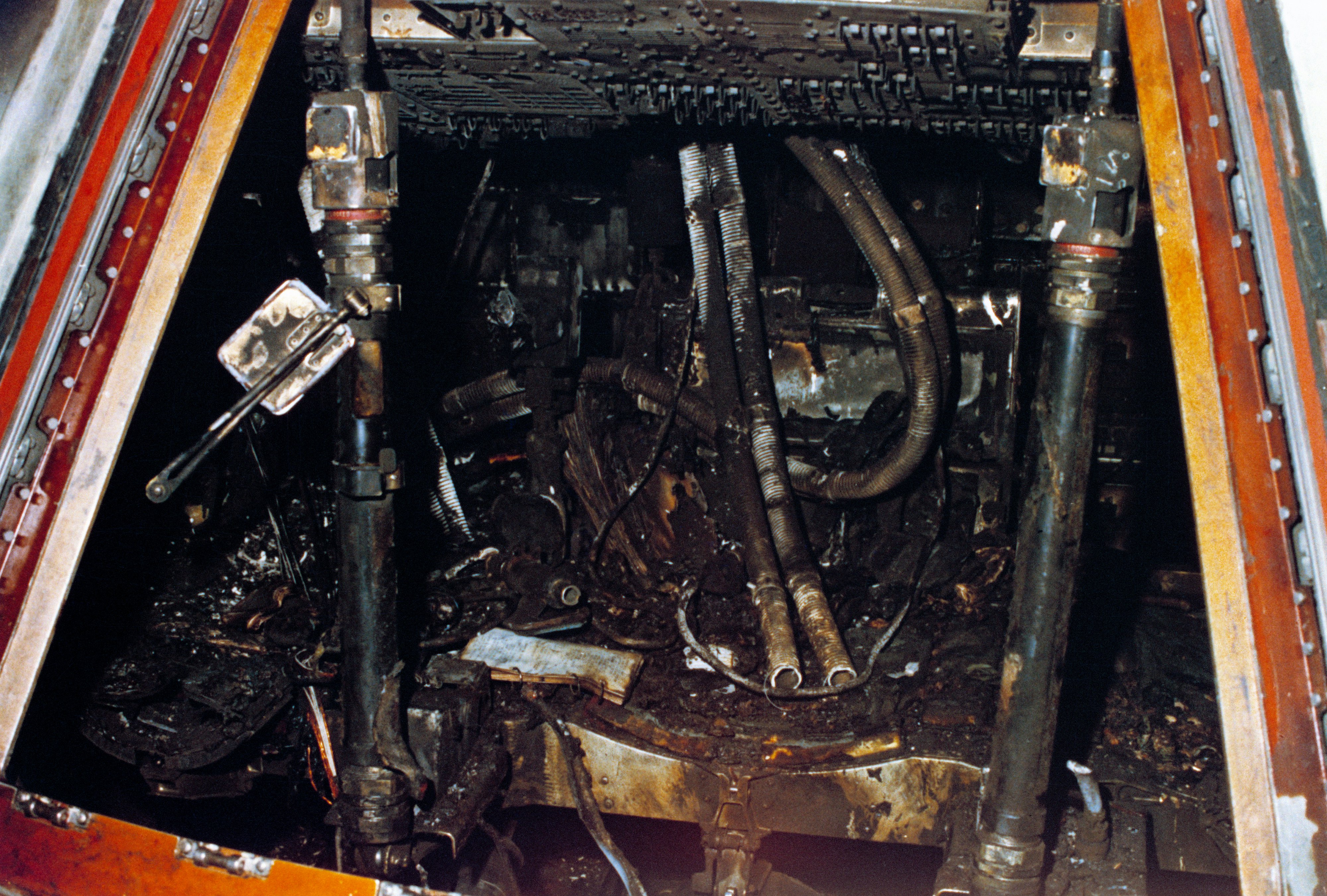
Le vaisseau après l'incendie.

Le 27 janvier 1967, l'équipage composé de Grissom, White et Chaffee commence un essai destiné à s'assurer que le vaisseau est capable de fonctionner de manière autonome. Le vaisseau Apollo placé dans la tour de service au sommet de son lanceur dans le complexe de lancement 34 est fermé de manière hermétique avec son équipage à l'intérieur entièrement équipé, les liaisons avec l'extérieur sont physiquement débranchées tandis que les communications se font seulement par radio. Comme il s'agit d'une répétition de lancement, les réservoirs de la fusée ne sont pas remplis. L'essai est une étape essentielle avant le lancement planifié pour le 21 février. Dès le début du test, plusieurs problèmes surgissent, dont une odeur âcre et irritante pour la gorge et des grésillements à la radio rendant indiscernables les voix des trois astronautes.
Cinq heures après le début des tests, ceux-ci se poursuivent encore car ils ont été interrompus à plusieurs reprises pour résoudre différents incidents. Une surtension dans le circuit électrique est constatée vers 18 h 30 min 54 s (heure locale). Dix secondes plus tard, Chaffee pousse un cri puis White annonce qu'il y a le feu dans le cockpit. Certains témoins racontent qu'ils ont vu sur les moniteurs de télévision White tenter d'atteindre la manette permettant d'ouvrir l'écoutille interne. Six secondes après l'intervention de White, Chaffee s'exclame qu'il y a un incendie vraiment dangereux. Immédiatement après, la coque pressurisée cède car la combustion des gaz a porté la pression interne à deux bars : des flammes et des gaz de combustion se répandent dans les deux étages de la tour de service. Un dernier cri : « Je suis en train de brûler ! » (ou peut-être « Ouvrez-la ! »), puis les communications sont interrompues. Il s'est écoulé quinze secondes depuis que White a signalé le début de l'incendie.
Les personnes situées à proximité du vaisseau ont évacué la plateforme au moment où la fumée et les flammes ont envahi celle-ci car elles supposent initialement que le module a explosé ou est sur le point d'exploser. Un peu plus d'une minute plus tard, elles sont de retour et tentent d'ouvrir l'écoutille. Elles sont gênées par l'épaisse fumée qui a envahi les installations. Il faut près de cinq minutes pour qu'elles parviennent à ouvrir les trois trappes successives qui forment l'écoutille du vaisseau. Une fois le vaisseau ouvert, les personnes présentes constatent que deux des astronautes se sont libérés des fixations de leurs sièges, tandis que Chaffee est resté attaché car c'est son rôle de maintenir les communications. Les combinaisons en nylon ont partiellement fondu et il faut près de 90 minutes pour que les corps des trois astronautes puissent être extraits de la cabine.

## Le rapport de la commission d'enquête
Immédiatement après l'incendie, Robert Seamans, l'administrateur adjoint de la NASA, nomme une commission d'enquête composée de l'astronaute Frank Borman, de Maxime Faget et de six autres personnes placées sous la direction de Floyd L. Thompson, responsable du centre de recherche Langley. Des photos tridimensionnelles sont prises de l'intérieur de la cabine du vaisseau incendié puis celui-ci est démonté tandis qu'un vaisseau identique, le CM-014, subit en parallèle les mêmes opérations. Chacune des pièces est alors examinée. Par ailleurs, l'autopsie des corps des trois astronautes est réalisée : les trois hommes sont morts d'un arrêt cardiaque lié aux concentrations élevées de monoxyde de carbone. Leurs corps présentent des brûlures au troisième degré celles-ci s'étant sans doute produites après leur mort. En brûlant les combinaisons des astronautes et les tubes d'arrivée d'oxygène, l'incendie les a exposés à l'atmosphère hautement toxique de la cabine.
L'enquête menée montre que plusieurs erreurs ont été commises, en partie liées à la complexité du projet, au planning très tendu découlant de l'objectif fixé par le président Kennedy (poser un homme sur la Lune avant la fin de la décennie) et à la compétition dans laquelle la NASA était engagée avec ses homologues soviétiques. Elle a aussi révélé des problèmes de conception (entraînant l'utilisation de mauvais composants ou encore de matériaux inflammables) et d'organisation (les risques n'étaient pas assez pris en compte).
Le déclenchement de l'incendie sera attribué, sans être clairement identifié, à un court-circuit provoqué par un fil électrique dénudé. Il se serait produit sous le siège de Virgil Grissom. À cause de l'oxygène pur sous pression, la cabine s'embrasa rapidement, ce qui tua les astronautes en moins de neuf secondes. L'enquête révèle l'utilisation de nombreux matériaux inflammables dans la cabine, tels le Nylon et le Velcro.
La cabine était tapissée de Velcro, afin de permettre aux astronautes de coincer tout ce qui risquerait de flotter au milieu de la cabine, en apesanteur. En 1966, il y en avait dix fois plus que prévu à l'origine, parce que les astronautes avaient « personnalisé » leur vaisseau et en voulaient toujours plus partout.
Le système d'ouverture de la capsule nécessitait une longue procédure de plus de deux minutes, là où les trappes des capsules Mercury s'ouvraient en moins d'une seconde à l'aide de boulons explosifs.
Beaucoup de négligences dans le câblage électrique et la plomberie sont également soulignées.

### Les auditions devant le Sénat
Immédiatement après l'accident, la gestion par la NASA du programme Apollo est fortement remise en cause dans le public. De nombreux journalistes écrivent que les problèmes réels à l'origine de l'accident ne seront jamais complètement connus car la plupart des membres de la commission d'enquête sont des employés de la NASA. D'autres pronostiquent un report du programme. Pour faire face à ces critiques, les responsables de la NASA demandent que le comité du Sénat pour les sciences aéronautiques et spatiales mène ses propres investigations. Le comité décide d'interroger les principaux responsables du programme dans le cadre de séances publiques pour faire taire les rumeurs concernant le manque d'objectivité des enquêteurs. Le rapport Phillips (en) de 1965-1966, qui met en évidence les difficultés rencontrées par North American Aviation dans la mise au point du vaisseau Apollo, est révélé au cours de ces auditions. Les problèmes mis en évidence par le rapport ne seront finalement pas retenus comme une des sources de l'accident. Les représentants de North American comme de la NASA reconnaissent que le risque d'incendie a été traité au niveau de chaque composant mais que le risque global à l'échelle du vaisseau a été négligé. Les deux entités énoncent devant les représentants du Sénat les mesures prises pour remédier aux problèmes de qualité et de sécurité, notamment le renforcement des effectifs consacrés aux vérifications et la désignation dans les équipes de responsables chargés de réduire les risques pour l'équipage.

## Conséquences sur le programmeApollo
Dès le lundi suivant la tragique catastrophe, Gene Kranz réunit l'équipe de contrôle en vol. Il s'agit d'améliorer la gestion des risques et de rehausser le niveau d'exigence. Il en résulte une déclaration : le « Gene Kranz dictum » résumant les engagements que doit prendre chaque membre de cette équipe, individuellement et collectivement. « Dur et compétent » (en anglais : Tough and competent) ressortent comme deux valeurs fondamentales du succès dans un environnement exigeant.
Durant vingt-et-un mois, les fusées Saturn V et Apollo sont revues de fond en comble et plusieurs modifications importantes sont effectuées :
- remplacement de l'oxygène pur par un mélange d'azote (60 %) et d'oxygène (40 %) ;
- les combinaisons sont améliorées pour les rendre moins inflammables ;
- les câbles électriques sont mieux isolés ;
- l'écoutille est modifiée pour s'ouvrir en moins de 10 secondes. L'écoutille, qui était composée initialement de deux panneaux distincts et ne s'ouvrait que de l'intérieur est remplacée par une écoutille unique à ouverture rapide montée sur des charnières qui assurent à la fois l'étanchéité et la protection thermique.

Ce réexamen complet du programme Apollo fut bénéfique pour la suite, à tel point que Donald Slayton, chef des équipes d'astronautes déclara :

« Je suis persuadé que nous aurions fini par nous casser la figure à plusieurs reprises avant d'arriver sur la Lune, peut-être même n'y serions-nous jamais arrivés s'il n'y avait pas eu Apollo 1. Nous sommes tombés sur un nid de vipères qui nous aurait donné bien du fil à retordre par la suite. Les problèmes auraient été traités petit à petit, sur plusieurs vols, en zigouillant plusieurs personnes au passage. L'incendie nous a obligés à arrêter tout le programme et à faire le grand nettoyage. »

L'accident entraîne également le remplacement des responsables directement impliqués dans le développement du vaisseau Apollo. Notamment à la NASA, George Low remplace Joseph Francis Shea comme responsable du programme de développement des vaisseaux Apollo malgré le rôle clé joué par celui-ci dans l'avancement du programme. Chez le constructeur aérospatial North American, William D. Bergen remplace Harrison Storms au poste de responsable de la division des systèmes d'information et spatiaux.

## Hommages et funérailles

### Funérailles
Les funérailles et l'enterrement de Grissom au cimetière national d'Arlington ont lieu le 31 janvier 1967. Parmi les dignitaires présents figurent le président Lyndon B. Johnson, des membres du Congrès américain et des collègues astronautes de la NASA, entre autres. La dépouille de Grissom est enterrée au cimetière national d'Arlington, à côté de celle de Roger Chaffee, enterré dans la parcelle numéro 2502-F. Les restes de White sont enterrés à l'Académie militaire de West Point, dans l'État de New York,.

### Hommages

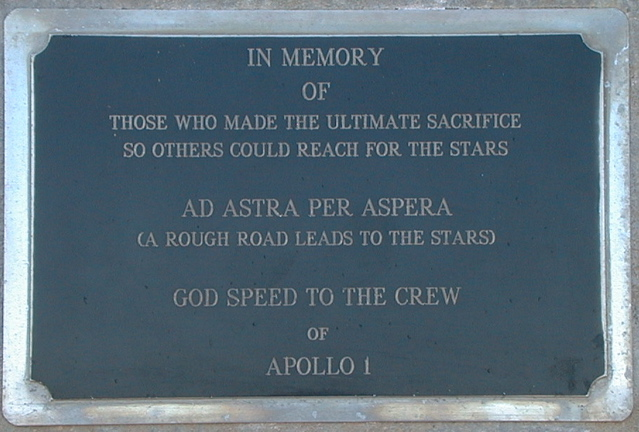
Plaque en mémoire des astronautes d'Apollo 1.

L'astronaute David Scott déposa une plaque commémorative et une petite sculpture sur la Lune lors de la mission Apollo 15, en l'honneur des victimes de la conquête spatiale, toutes nationalités confondues.
La mémoire de Roger Chaffee est honorée par l'attribution de son nom à un cratère sur la face cachée de la Lune et de son prénom (épelé à l'envers) à l'étoile Gamma des Voiles (baptisée « Regor »).
Les noms de Gus Grissom, Ed White et Roger Chaffee ont également été donnés à des collines entourant le site d'atterrissage sur Mars du rover Spirit lors de la mission Mars Exploration Rover (MER).
Le complexe de lancement où a eu lieu l'accident, le complexe de lancement 34, abrite désormais un mémorial à la mémoire des astronautes d'Apollo 1.
En 1970, l'artiste James Rosenquist réalise Capsule Flamingo (conservé au musée Guggenheim de Bilbao), une œuvre de 290 × 701 cm, qui rend hommage à la souffrance des astronautes décédés et aux dangers de l'exploration spatiale.

### Filmographie
- [vidéo] « Apollo 1, l’histoire d’une tragédie », Mark Craig (réalisateur), 2024, 91 minutes, Arte (consulté le 12 août 2025)